# Тихий омут (фільм)
Тихий омут (англ. Deepwater) — американський нео-нуарний трилер 2005 року сценариста і режисера Девіда С. Марфілда. Екранізація однойменного роману 1999 року письменника Метью Ф. Джонса. Показаний на Міжнародному кінофестивалі в Сіетлі 9 червня та Мюнхенському фантастичному кінофестивалі у Німеччині 28 червня 2005 року. 

## Сюжет
Нет Баньян їздить по штатах в пошуках випадкових заробітків. Якось по дорозі він підбирає незнайомця Германа Фінча, який пропонує йому підробити в маленькому містечку. Новий приятель Нета володіє застарілим мотелем. Він пропонує Нету роботу в своєму готелі. Там він знайомиться з молодою дружиною Фінча і його приятелем. Нет виявляється втягнутий в інтригуючі кримінальні ситуації. У маленькому провінційному містечку вирують справжні пристрасті і правлять свої закони.

## У ролях
- Лукас Блек — Нет Баньян
- Пітер Койот — Герман Фінч
- Міа Маестро — Айріс
- Леслі Енн Воррен — Пем
- Ксандер Берклі — Гус
- Майкл Айронсайд — Велнут
- Крістен Белл — медсестра Лорі
- Джейсон Кербоун — Сел
- Бен Кардінал — Петерсен
- Ді Снайдер — бармен
- Джон Бонкор — Джо Літлфіт
- Валері Мерфі — стриптизерка
- Піт Сепенюк — коментатор боксу